# Dljin
Dljin (cyr. Дљин) – wieś w Serbii, w okręgu morawickim, w gminie Lučani. W 2011 roku liczyła 935 mieszkańców.